# Organização da sociedade civil de interesse público
Organização da Sociedade Civil de Interesse Público ou  OSCIP  é um título fornecido pelo Ministério da Justiça do Brasil, cuja finalidade é facilitar o aparecimento de parcerias e convênios com todos os níveis de governo e órgãos públicos (federal, estadual e municipal) e permite que doações realizadas por empresas possam ser descontadas no imposto de renda.
OSCIPs são ONGs criadas por iniciativa privada, que obtêm um certificado emitido pelo poder público federal ao comprovar o cumprimento de certos requisitos, especialmente aqueles derivados de normas de transparência administrativas. Em contrapartida, podem celebrar com o poder público os chamados termos de parceria, que são uma alternativa interessante aos convênios para ter maior agilidade e razoabilidade em prestar contas.

## Diferenças entre OSCIP e ONG
De modo geral, a OSCIP (Organização da Sociedade Civil de Interesse Público) é entendida como uma instituição em si mesma, ou seja, qualificada pela lei 9.790 de 23 de março de 1999 (Lei do Terceiro Setor). Já a ONG (organização não governamental) é basicamente uma sigla, e não um tipo específico de organização, como são as OSCIPs.
Pode-se dizer que as OSCIPs são o reconhecimento oficial e legal mais próximo do que modernamente se entende por ONG, especialmente porque são marcadas por exigências legais de prestação de contas referente a todo o dinheiro público recebido do Estado. O termo de parceria assinado pela OSCIP com o poder público prevê inclusive sanções e penalidades em caso de descumprimento das obrigações legais. Contudo, ser uma OSCIP é uma opção institucional, não uma obrigação.
Em geral, o poder público divide com a sociedade civil o encargo de fiscalizar o fluxo de recursos públicos em parcerias, o que pode incentivar a realização de tais parcerias. A OSCIP é uma organização da sociedade civil que, em parceria com o poder público, utilizará também recursos públicos para suas finalidades, dividindo dessa forma o encargo administrativo e de prestação de contas.

## Os pré-requisitos para se criar uma OSCIP
A lei que regula as OSCIPs é a nº 9.790, de 23 março de 1999. Esta lei traz a possibilidade das pessoas jurídicas (grupos de pessoas ou profissionais) de direito privado sem fins lucrativos serem qualificadas, pelo Poder Público, como Organizações da Sociedade Civil de Interesse Público — OSCIPs e poderem com ele relacionar-se por meio de parceria, desde que os seus objetivos sociais e as normas estatutárias atendam os requisitos da lei.
Esta lei sofreu algumas alterações com a chegada da Lei 13.019, de 31 de julho de de 2014, a qual estabelece o regime jurídico das parcerias voluntárias, envolvendo ou não transferências de recursos financeiros, entre a administração pública e as organizações da sociedade civil, em regime de mútua cooperação para a consecução de finalidades de interesse público; define diretrizes para a política de fomento e de colaboração com organizações da sociedade civil; institui o termo de colaboração e o termo de fomento; e altera as Leis nº 8.429, de 2 de junho de 1992, e 9.790, de 23 de março de 1999. Essas alterações se encontram nos Artigos 85 e 86 desta nova Lei.
Um grupo só recebe a qualificação de OSCIP depois que o estatuto da instituição que se pretende formar tenha sido analisado e aprovado pelo Ministério da Justiça. Entre os requisitos previstos na lei, há a necessidade de que o objeto da OSCIP seja enquadrado em uma das seguintes categorias: 
- promoção da assistência social;
- promoção da cultura, defesa e conservação do patrimônio histórico e artístico;
- promoção gratuita da educação, observando-se a forma complementar de participação das organizações de que trata esta Lei;
- promoção gratuita da saúde, observando-se a forma complementar de participação das organizações de que trata esta Lei;
- promoção da segurança alimentar e nutricional;
- defesa, preservação e conservação do meio ambiente e promoção do desenvolvimento sustentável;
- promoção do voluntariado;
- promoção do desenvolvimento econômico e social e combate à pobreza;
- experimentação, não lucrativa, de novos modelos sócio-produtivos e de sistemas alternativos de produção, comércio, emprego e crédito;
- promoção de direitos estabelecidos, construção de novos direitos e assessoria jurídica gratuita de interesse suplementar;
- promoção da ética, da paz, da cidadania, dos direitos humanos, da democracia e de outros valores universais;
- estudos e pesquisas, desenvolvimento de tecnologias alternativas, produção e divulgação de informações e conhecimentos técnicos e científicos que digam respeito às atividades mencionadas acima.

Além disso a OSCIP deve cumprir todas os requisitos previstos no código civil para a constituição de associação.